# Radojica Fran Barbalić
Radojica Fran Barbalić (Pula, 21. travnja 1914. – Rijeka, 29. studenoga 1994.), hrvatski pisac i pomorski povjesničar

## Životopis
Rođen u Puli. Studij prava pohađao u Zagrebu, gdje je 1959. i doktorirao. Radio u Ministarstvu narodnoga gospodarstva NDH u Zagrebu 1941. – 45., Inspektoratu pomorstva Vojne uprave JA u Rijeci 1945. – 47., lučkim kapetanijama u Rijeci, Zadru i Puli 1947. – 72. te u Jadranskom institutu HAZU i Povijesno-pomorskom muzeju Hrvatskog primorja u Rijeci do umirovljenja 1979. Proučavao teme iz povijesti istarskog i kvarnerskog pomorstva, brodarstva i nautičkog turizma. Važnija su mu djela Poškropjeni z morem. Anegdote o pomorcima (1970.), Brodarstvo Istre u doba propadanja jedrenjaka i stvaranja parobrodarstva (1971.).